# 한국문화유산연구원
한국문화유산연구원은 문화유산의 보존, 보호, 관리조사, 발굴, 연구 및 활용을 통하여 민족문화를 선양하고 문화발전에 기여함을 목적으로 2008년 8월 14일 설립된 문화체육관광부 소관의 재단법인이다. 사무실은 경기도 용인시 수지구 푸른솔로 45,(죽전동 센타프라자빌딩)에 있다.

## 주요 사업
- 문화유산 학술연구 및 자료 발간
- 매장문화재 지표조사 및 현황조사
- 매장문화재 발굴조사 및 보존사업
- 기타 법인의 목적 달성에 필요한 사업